# Steganomus gracilis
Steganomus gracilis är en biart som beskrevs av Cameron 1898. Steganomus gracilis ingår i släktet Steganomus och familjen vägbin. Inga underarter finns listade i Catalogue of Life.